# 镇海口海防历史纪念馆
29°57′31″N 121°43′32″E / 29.958537°N 121.725694°E
镇海口海防历史纪念馆是中国浙江省宁波市境内的一家博物馆。博物馆位于镇海区境内的招宝山南麓，展示镇海2000多年的海防历史，主要展示发生在镇海的抗倭、抗英、抗法、抗日的海防战事。博物馆现为国家三级博物馆，馆名为江泽民题写。

## 展厅
- 序厅
- 海防重镇越千年
- 二百余年平倭寇
- 抗英血战镇海口
- 雄镇锁钥击法舰
- 全民抗日雄关魂
- 尾厅